# دريجة ملعقية
الدريجة الملعقية (الاسم العلمي: Eurynorhynchus) هي جنس من الطيور يتبع فصيلة دجاج الارض من الرتبة الزقزاقيات.

## أنواع
لهذا الجنس من الطيور نوع وحيد هو:
- الدريجة الملعقية المنقار (الاسم العلمي: Eurynorhynchus pygmeus)